# Sergiu Singer

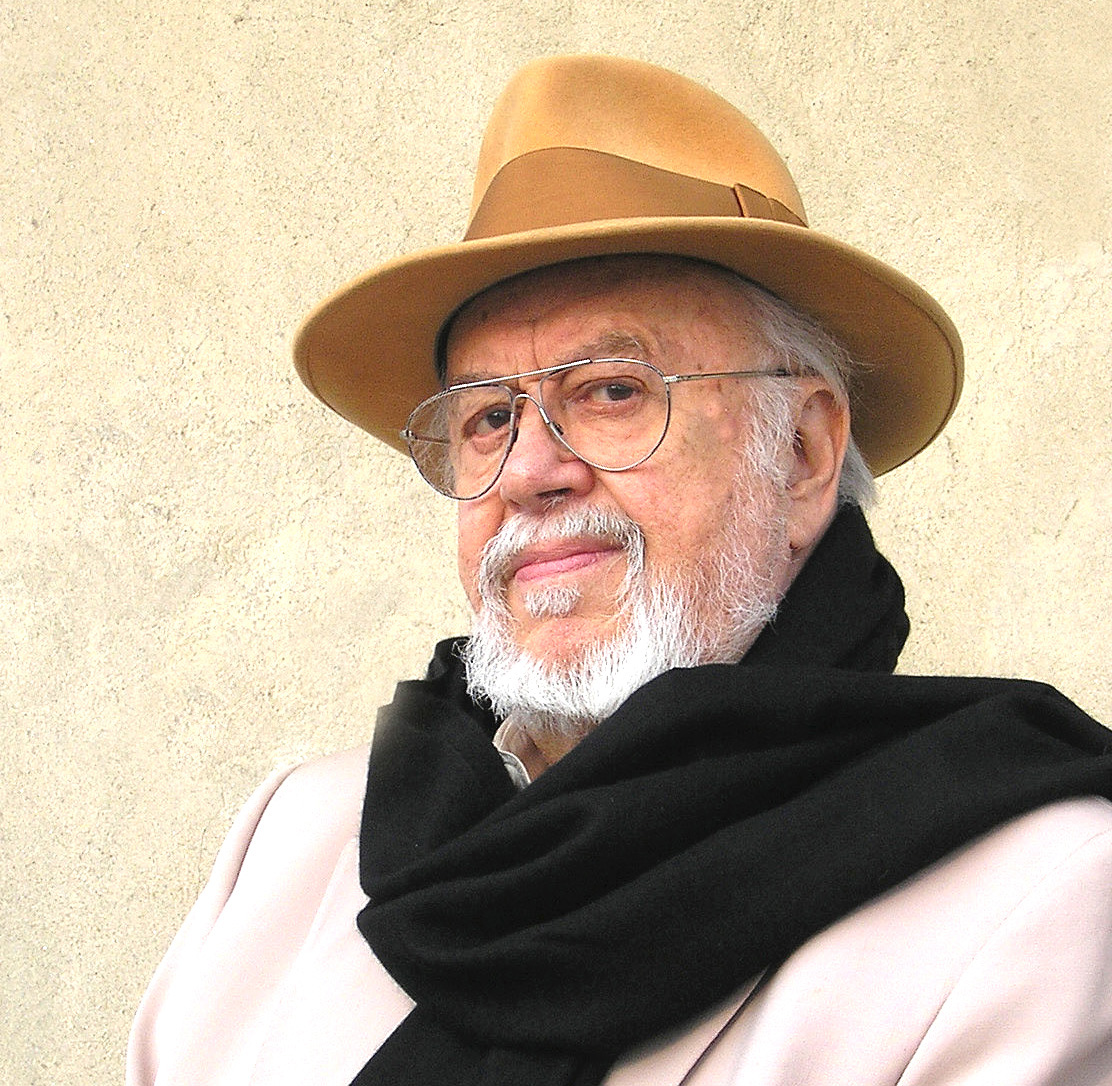
Sergiu Singer

Sergiu Singer (* August 1928 in Ploiești, Rumänien; † 15. Februar 2018 in Bremen) war ein deutscher Architekt, Bühnenbildner, Schriftsteller und Gastrosoph rumänisch-jüdischer Abstammung.

## Leben
1952 absolvierte er als Diplom-Ingenieur das Architektur-Institut „Ion Mincu“ an der Universität Bukarest. Während und nach dem Studium arbeitete er als Graphiker, Assistent bei bedeutendsten Bühnenbildnern Rumäniens und als Architekt beim Institut für die Planung der Stadt Bukarest. 1956 wurde er Mitglied der Uniunea Arhitecților (Architektenverband) und der Fondului Plastic (Künstlerverein). 1957 wurde er Ausstattungsleiter im Staatstheater Ploiești und bekam den rumänischen Jugendpreis für sein erstes Bühnenbild. 1962 wurde Singer durch einen Wettbewerb auch Ausstattungsleiter beim Theater der Jugend in Bukarest. Er wurde Vollmitglied der Uniunea Artiștilor Plastici (Verband der bildenden Künstler) und übersiedelte Ende 1963 nach Deutschland.
Nach seinem Debüt bei den Internationalen Maifestspielen 1965 in Wiesbaden arbeitete er als Bühnen- und Kostümbildner für die großen Bühnen in Berlin, Frankfurt, Hamburg, Göttingen, Hannover, Oberhausen, Köln und andere. Von 1969 bis 1984 intensivierte er mit Erfolg seine Aktivitäten bei Film und Fernsehen. 12 Jahre in Folge begleitete und betreute er als Filmarchitekt die Serie DISCO. 1970 entwarf er das Bühnenbild für die erste Verfilmung von Picassos Theaterstück „Wie man Wünsche beim Schwanz packt“. Neben seiner eigentlichen beruflichen Tätigkeit eröffnete er 1974 „Das kleine Lokal“ in Bremen.
Ab 1986 wandte er sich definitiv zur Architektur und nutzte die gewonnenen Erfahrungen von Dekoration und Szenografie zu Gunsten seiner Entwürfe und Bauten.
In rumänischer Sprache publizierte er 2002 das Buch „Lavandă și usturoi sau murmurul caselor“ (Curtea Veche, București) „dem ewigen Bukarest gewidmet“, und im Jahr 2006 seinen Roman „Pioneze și hârtie albastră“ (Humanitas, București), einen Zeitspiegel der goldenen 1930er Jahre Rumäniens bis zur Festigung der kommunistischen Diktatur. Als Gastprofessor hielt er zwischen 2007 und 2009 Vorträge über die Auswirkung der Szenografie in der Architektur an der Bukarester Universität „Ion Mincu“.

## Theaterausstattungen in Rumänien
- 1955 Bolnavul închipuit v. Molière, Staatstheater, Bukarest
- 1955 1000 de ani v. K.Ferencz, Staatstheater, Ploiești
- 1957 Paharul cu apă v. Scribe, Staatstheater, Ploiești
- 1957 Wassa Jeleznova v. Gorki, Ungarische Staatstheater, Tg. Mureș
- 1958 Ultimul tren v. Kovacs și Mirea, Ungarische Staatstheater, Tg.Mureș
- 1958 Etajul 6 v. A. Gehry, Ungarische Staatstheater, Satu Mare
- 1957 Mistere la Estradă. Staatstheater Ploiești
- 1957 Cu acces la baie. Staatstheater, Ploiești
- 1958 Dacă vei fi întrebat v. D. Dorian, Staatstheater, Bacău
- 1959 Fiul rătăcitor v. Z. Ranet, Staatstheater, Ploiești
- 1960 Copacii mor în picioare v. Cassona, Staatstheater, Ploiești
- 1960 Zboară cocorii v. Rozov, Ungarische Staatstheater, Satu Mare
- 1960 Domnișoara Nastasia v. Zamfirescu, Staatstheater, Ploiești
- 1960 Casa din str. Coșbuc 10 v. F. Vasiliu, Staatstheater, Ploiești
- 1960 Escu v. Teatrul Mușatescu', Staatstheater, Ploiești
- 1960 Passaqualia v. Teatrul Popovici, Staatstheater, Ploiești
- 1960 Scandal în Okeilanda v. Stănescu, Staatstheater, Ploiești
- 1961 Siciliana v. Baranga, Staatstheater, Ploiești
- 1961 Soldatul Piccico v. A. Nicolai, Staatstheater, Ploiești
- 1961 Lumina din adincuri v. Cindrelu, Staatstheater, Ploiești
- 1961 Cred în tine v. Korastaliov, Staatstheater, Bukarest
- 1962 De Pretore Vincenzo v. E. v. Fillipo, Staatstheater, Ploiești
- 1962 Poveste din Irkuțk v. Arbuzov, Staatstheater, Bacău
- 1962 Cei ce caută fericirea v. Vasiliev, Staatstheater, Bârlad
- 1962 Al patrulea v. Simonov, Ungarische Staatstheater, Satu Mare
- 1962 O felie de lună v. A. Storin, Jugendtheater, Bukarest
- 1962 Colegii v. Axionov, Jugendtheater, Bukarest
- 1962 Îndrazneala v. V. Gheorghe, Staatstheater, Ploiești
- 1962 Marele fluviu adună apele v. Tărchilă, Staatstheater, Ploiești
- 1963 Generalul și Nebunul v. Wagenstein, Staatstheater, Petroșani
- 1963 Chirița în provincie v. Alecsandri, Jugendtheater, Bukarest

## Theaterausstattungen in Deutschland
- 1965 Mandragola. v. Machiavelli, Hessisches Staatstheater Wiesbaden
- 1965 Die Räuber von  Kardemome. Musical für Kinder, Städtische Bühnen Frankfurt  am Main
- 1966 Die Zimmerwirtin v. Audiberti, Schlossparktheater Berlin
- 1966 Der Junge Lord v. Henze, Landesoper Hannover
- 1966 Amphitryon v. Kleist, Hamburger Kammerspiele
- 1966 Antigone v. Sophokles, Deutsches Theater Göttingen
- 1966 Totentanz  v. Strindberg, Deutsches Theater Göttingen
- 1966 Der Liebestrank v. Donizetti, Städtische Bühnen Köln
- 1966 Die spanische Fliege v. Arnold și Bach, Hamburger Kammerspiele
- 1967 Wer hat Angst von Virginia Woolf  v. Edward Albee Deutsches Theater Göttingen
- 1967 Opern der Welt  v. Audibert, Städtische Bühnen Oberhausen
- 1967 Der Hausmeister v. Pinter, Deutsches Theater Göttingen
- 1967 Der Prinz v. Homburg v. Kleist, Städtische Bühnen Oberhausen
- 1967 Die schöne Helena  v. Peter Hacks, Städtische Bühnen Oberhausen
- 1967 Staatsexamen  v. Wampilow, Städtische Bühnen Oberhausen
- 1967 Fledermaus  v. Johan Strauss, Städtische Bühnen Oberhausen
- 1968 Halb auf dem Baum  v. Peter Ustinov, Städtische Bühnen Oberhausen
- 1968 Beute v. Joe Orton. Städtische Bühnen Oberhausen
- 1968 Polenblut v. Oscar Nebdal, Städtische Bühnen Oberhausen
- 1980 Bessere zeiten! Bessere zeiten? v. G. Fiedler, Kammerspiele Düsseldorf
- 1984 Hammelkomödie v. R.Kunad, Opernhaus Kiel
- 1984 Kein Fisch, kein Fleisch v. Xavier Kreutz, Schauspielhaus Kiel

### Fernsehen
- 1969–1970 4-3-2-1 Hot & Sweet  Musiksendung mit Ilja Richter
- 1971–1982 DISCO Musiksendung mit Ilja Richter, über 140  Folgen
- 1969 Frühjahrs-Schau mit Tatjana Ivanow
- 1969 Bunte Noten-Schau mit Tatjana Ivanow
- 1969 Show  mit Helmut Zacharias
- 1970 Show I mit Vico Torriani
- 1970 Show II mit Vico Torriani II
- 1970 Vico in London Film mit Vico Torriani
- 1970 Wie man Wünsche beim Schwanz packt von Pablo Picasso
- 1971 Budenzauber Silvester Show
- 1974 Victoria und ihr Husar. Operette von Paul Abraham
- 1973 Madame Pompadour. Operette von Leo Fall
- 1974 Madame Dubarry. Operette von Carl Millöcker
- 1976 Zaubergeige. Oper von Werner Egk
- 1978 Geldsorgen Film

Südwestfunk Stuttgart
- 1970 Waldorfer Geschichte Sendereihe mit Liselotte Pulver

Radio Bremen
- 1975 Filmriss Film mit Michael Degen

## Auszug von Architekturarbeiten (Auswahl)

### In Rumänien
Wohnungsanlage Bulevard Iancu de Hunedoara, Bukarest.

### In Deutschland
- 1974 Das kleine Lokal, Restaurant, Bremen
- 1979 Bestattung Institut Niedersachsen, Bremen
- 1980 Apotheke u. Wohnung Bremen, Modernisierung, Aufstockung
- 1980 Villa W. Meyer, Bremen
- 1982 Patrizziervilla in Bremen, Restaurierung, Modernisierung
- 1986 Discothek Scala, Bremen
- 1988 Hotel Schaper Siedenburg  Bremen, Modernisierung, Aufstockung
- 1990 Villa A.Brinkhege Bremen, Vergrößerung, Modernisierung
- 1990 Villa Detlef Meyer, Neustadt am Rhgb
- 1990 Hauptsitz der Firma Vogt, Oyten
- 1991 Villa Vogt Bremen, Umstrukturierung, Modernisierung
- 1992 Friseur und Kleidersalon Bremen. Modernisierung, Fassade
- 1993 Hauptsitz der Firma Rahder bei Bremen, Verbesserung, Fassade
- 1994 Wintergarten in Villa Dr. König, Bremen
- 1998 Villa Rolf Rabe in Hatten bei Oldenburg
- 2000 Villa T.S. in Bremen
- 2001 Villa G. Rabe in Hatten bei Oldenburg
- 2005 Haus der Malerin C. Kudor Bremen, Modernisierung, Aufstockung